# Sport Lisboa e Benfica 2018-2019
Questa voce raccoglie le informazioni riguardanti il  Sport Lisboa e Benfica  nelle competizioni ufficiali della stagione 2018-2019.

## Stagione
In questa stagione i portoghesi sconfiggono Fenerbahçe e PAOK qualificandosi alla fase a gironi della Champions League. Sono poi sorteggiati insieme a Bayern Monaco, Ajax e AEK Atene, ma finiscono terzi con sette punti (doppia vittoria coi greci ultimi a zero punti e pareggio a Lisbona con i lancieri) e Rui Vitória rescinde il proprio contratto già nel gennaio 2019, con la squadra al quarto posto in campionato. Al suo posto è chiamato ad interim il tecnico della squadra B Bruno Lage, che conduce i suoi sino ai quarti di finale di Europa League, dove è eliminato dall'Eintracht Francoforte, e alla vittoria del titolo nazionale. Il Benfica chiude il campionato con una differenza reti impressionante (103 gol fatti e 31 subiti), resa tale anche e soprattutto dopo il cambio in panchina: da quando Bruno Lage è arrivato a Lisbona la squadra ha segnato 70 gol, subendone solamente 16.

## Maglie e sponsor
Per l'attuale stagione Fly Emirates rimane lo sponsor ufficiale del Benfica e Adidas continua ad essere fornitore e sponsor tecnico della compagine.
| Casa | Trasferta |

## Organigramma societario
Area direttiva
- Presidente: Luís Filipe Vieira

Area tecnica
- Direttore sportivo della sezione calcistica: Domingos Almeida Lima
- Allenatore: Bruno Lage
- Allenatore in seconda: Arnaldo Teixeira, Sérgio Botelho, Minervino Pietra, Marco Pedroso
- Allenatore dei portieri: Luís Esteves
- Preparatore atletico: Paulo Mourão

Area marketing
- Direttore economico: Luís Nazaré

## Rosa
Aggiornata al 1º settembre 2018.
| N. |                          | Ruolo | Calciatore         |
| -- | ------------------------ | ----- | ------------------ |
| 1  | Belgio (bandiera)        | P     | Mile Svilar        |
| 2  | Argentina (bandiera)     | D     | Germán Conti       |
| 3  | Spagna (bandiera)        | D     | Alejandro Grimaldo |
| 5  | Serbia (bandiera)        | C     | Ljubomir Fejsa     |
| 6  | Portogallo (bandiera)    | D     | Rúben Dias         |
| 7  | Francia (bandiera)       | D     | Sébastien Corchia  |
| 10 | Brasile (bandiera)       | A     | Jonas              |
| 11 | Argentina (bandiera)     | C     | Franco Cervi       |
| 12 | Portogallo (bandiera)    | P     | Bruno Varela       |
| 14 | Svizzera (bandiera)      | A     | Haris Seferović    |
| 15 | Portogallo (bandiera)    | D     | Yuri Ribeiro       |
| 16 | Guinea-Bissau (bandiera) | C     | Alfa Semedo        |
| 17 | Serbia (bandiera)        | C     | Andrija Živković   |
| 18 | Argentina (bandiera)     | C     | Eduardo Salvio     |

| N. |                        | Ruolo | Calciatore           |
| -- | ---------------------- | ----- | -------------------- |
| 19 | Argentina (bandiera)   | A     | Facundo Ferreyra     |
| 20 | Croazia (bandiera)     | C     | Filip Krovinović     |
| 21 | Portogallo (bandiera)  | C     | Pizzi                |
| 22 | Grecia (bandiera)      | C     | Andreas Samarīs      |
| 23 | Nigeria (bandiera)     | D     | Tyronne Ebuehi       |
| 25 | Argentina (bandiera)   | D     | Cristian Lema        |
| 27 | Portogallo (bandiera)  | C     | Rafa Silva           |
| 30 | Cile (bandiera)        | A     | Nicolás Castillo     |
| 33 | Brasile (bandiera)     | D     | Jardel               |
| 34 | Portogallo (bandiera)  | D     | André Almeida        |
| 55 | Stati Uniti (bandiera) | C     | Keaton Parks         |
| 79 | Portogallo (bandiera)  | C     | João Félix           |
| 83 | Portogallo (bandiera)  | C     | Gedson Fernandes     |
| 99 | Grecia (bandiera)      | P     | Odisseas Vlachodimos |

## Calciomercato

### Sessione estiva(dall'1/7 al 31/8)
| Acquisti | Acquisti             | Acquisti      | Acquisti                         |
| R.       | Nome                 | da            | Modalità                         |
| -------- | -------------------- | ------------- | -------------------------------- |
| P        | Odisseas Vlachodimos | Panathīnaïkos | definitivo (2,4 mln €)           |
| D        | Tyronne Ebuehi       |               | svincolato                       |
| D        | Yuri Ribeiro         | Rio Ave       | fine prestito                    |
| D        | Germán Conti         | Colón (SF)    | definitivo (4,7 mln €)           |
| C        | Chiquinho            |               | svincolato                       |
| C        | João Amaral          |               | svincolato                       |
| A        | Nicolás Castillo     | Pumas UNAM    | definitivo (7,8 mln €)           |
| A        | Facundo Ferreyra     | Šachtar       | definitivo (4 mln €)             |
| D        | Cristian Lema        |               | svincolato                       |
| C        | Alfa Semedo          | Moreirense    | definitivo (2,5mln €)            |
| D        | Sébastien Corchia    | Siviglia      | prestito con diritto di riscatto |
| C        | Gabriel Appelt       |               | svincolato                       |

| Cessioni | Cessioni          | Cessioni           | Cessioni                                     |
| R.       | Nome              | a                  | Modalità                                     |
| -------- | ----------------- | ------------------ | -------------------------------------------- |
| D        | Douglas           | Barcellona         | fine prestito                                |
| C        | Bryan Cristante   | Atalanta           | definitivo (9,5 mln €)                       |
| C        | Talisca           | Guangzhou E.       | prestito con obbligo di riscatto (5,8 mln €) |
| A        | Raúl Jiménez      | Wolverhampton      | prestito con diritto di riscatto (3,4 mln €) |
| C        | João Carvalho     | Nottingham Forest  | definitivo (15 mln €)                        |
| A        | Diogo Gonçalves   |                    | svincolato                                   |
| C        | André Horta       | Los Angeles FC     | definitivo (5,2 mln €)                       |
| D        | Eliseu            |                    | svincolato                                   |
| C        | João Teixeira     | Chaves             | definitivo (0 mln €)                         |
| C        | Oscar Benítez     | Argentinos Juniors | prestito con diritto di riscatto             |
| C        | André Carrillo    | Al-Hilal           | prestito                                     |
| C        | Salvador Agra     | Cadice             | prestito con diritto di riscatto             |
| C        | João Amaral       | Lech Poznań        | definitivo (0 mln €)                         |
| C        | Ola John          | Vitória Guimarães  | definitivo (0 mln €)                         |
| C        | Chiquinho         | Moreirense         | prestito oneroso                             |
| A        | Heriberto Tavares | Moreirense         | definitivo (0 mln €)                         |
| D        | Lisandro López    | Genoa              | prestito con obbligo di riscatto (3 mln €)   |

### Sessione invernale(dal 3/1 al 31/1)
| Acquisti | Acquisti | Acquisti | Acquisti |
| R.       | Nome     | da       | Modalità |
| -------- | -------- | -------- | -------- |

| Cessioni | Cessioni      | Cessioni          | Cessioni                         |
| R.       | Nome          | a                 | Modalità                         |
| -------- | ------------- | ----------------- | -------------------------------- |
| C        | Talisca       | Guangzhou E.      | definitivo (19,2 mln €)          |
| C        | Oscar Benítez | Atlético San Luis | prestito con diritto di riscatto |

## Risultati

### Primeira Liga

#### Girone d'andata
| Arbitro: | Pinheiro (Braga) |

|                    |           |                           |
| Pizzi 9’, 30’, 38’ | Marcatori | 75’ André André 81’ Celis |

| Arbitro: | Mota (Braga) |

|  |           |                        |
|  | Marcatori | 34’ Ferreyra 61’ Pizzi |

| Arbitro: | Godinho (Évora) |

|                |           |                 |
| João Félix 86’ | Marcatori | 64’ (rig.) Nani |

| Arbitro: | Veríssimo (Leiria) |

|  |           |                                                        |
|  | Marcatori | 28’ Seferović 45’ Salvio 76’ Grimaldo 90+3’ Rafa Silva |

| Arbitro: | Costa (Porto) |

|                          |           |  |
| João Félix 34’ Cervi 61’ | Marcatori |  |

| Arbitro: | Capela (Lisbona) |

|                     |           |                    |
| Ġazaryan 75’, 90+4’ | Marcatori | 3’, 84’ Rafa Silva |

| Arbitro: | Veríssimo (Leiria) |

|               |           |  |
| Seferović 62’ | Marcatori |  |

| Arbitro: | Soares Dias (Porto) |

|                       |           |  |
| Eduardo 36’ Keita 42’ | Marcatori |  |

| Arbitro: | Almeida (Algarve) |

|          |           |                                      |
| Jonas 2’ | Marcatori | 4’ Chiquinho 16’ Pedro Nuno 36’ Loum |

| Arbitro: | Pinheiro (Braga) |

|                 |           |                                       |
| Conti 1’ (aut.) | Marcatori | 9’ Jonas 64’ Seferović 75’ Rafa Silva |

| Arbitro: | Costa (Porto) |

|                                                              |           |  |
| Jonas 48’ Nascimento 57’ (aut.) Rafa Silva 67’ Seferović 88’ | Marcatori |  |

| Arbitro: | Xistra (Castelo Branco) |

|  |           |           |
|  | Marcatori | 17’ Jonas |

| Arbitro: | Pinheiro (Braga) |

|  |           |                    |
|  | Marcatori | 45+2’ (rig.) Jonas |

| Arbitro: | Soares Dias (Porto) |

|                                                                   |           |                      |
| Pizzi 19’ Jardel 39’ Grimaldo 48’ Jonas 54’ Cervi 63’ Almeida 67’ | Marcatori | 51’ Sousa 73’ Novais |

| Arbitro: | Mota (Braga) |

|                                   |           |  |
| Dias 12’ (aut.) Jardel 38’ (aut.) | Marcatori |  |

| Arbitro: | Godinho (Évora) |

|                                        |           |                              |
| Seferović 27’, 70’ João Félix 31’, 64’ | Marcatori | 17’ Gabrielzinho 20’ Moreira |

| Arbitro: | Capela (Lisbona) |

|  |           |                          |
|  | Marcatori | 22’ Seferović 48’ Jardel |

#### Girone di ritorno
| Arbitro: | Martins (Lisbona) |

|  |           |               |
|  | Marcatori | 81’ Seferović |

| Arbitro: | Costa (Porto) |

|                                                         |           |             |
| João Félix 9’ Pizzi 28’ Seferović 54’, 73’ Grimaldo 87’ | Marcatori | 42’ Talocha |

| Arbitro: | Soares Dias (Porto) |

|                               |           |                                                        |
| Fernandes 43’ Dost 89’ (rig.) | Marcatori | 11’ Seferović 36’ João Félix 46’ Dias 73’ (rig.) Pizzi |

| Arbitro: | Almeida (Algarve) |

| |           |  |
| Grimaldo 1’ Seferović 21’, 27’ João Félix 50’ Pizzi 54’ (rig.) Ferro 56’ Dias 64’ Jonas 85’, 90’ Rafa Silva 88’ | Marcatori |  |

| Arbitro: | Miguel (Lisbona) |

|  |           |                                       |
|  | Marcatori | 3’ Seferović 36’ Rafa Silva 59’ Ferro |

| Arbitro: | Mota (Braga) |

|                                                       |           |  |
| Rafa Silva 19’ João Félix 37’ Seferović 44’ Jonas 90’ | Marcatori |  |

| Arbitro: | Sousa (Porto) |

|           |           |                               |
| Adrín 18’ | Marcatori | 26’ João Félix 52’ Rafa Silva |

| Arbitro: | Capela (Lisbona) |

|                       |           |                     |
| Jonas 55’ Samaris 65’ | Marcatori | 68’ Viana 70’ Kikas |

| Arbitro: | Almeida (Algarve) |

|  |           |                                                       |
|  | Marcatori | 37’ João Félix 43’ Samaris 48’ Rafa Silva 83’ F. Luís |

| Arbitro: | Xistra (Castelo Branco) |

|               |           |  |
| Seferović 84’ | Marcatori |  |

| Arbitro: | Pinheiro (Braga) |

|              |           |                                                   |
| Sturgeon 10’ | Marcatori | 40’ (rig.) Pizzi 45+2’ Almeida 49’, 89’ Seferović |

| Arbitro: | Costa (Porto) |

|                                                 |           |                              |
| Rafa Silva 2’, 36’ João Félix 56’ Seferović 77’ | Marcatori | 39’ Valente 88’ (rig.) Cádiz |

| Arbitro: | Godinho (Évora) |

|                                                        |           |  |
| João Félix 3’, 64’ Pizzi 49’ Cervi 71’, 87’ Salvio 90’ | Marcatori |  |

| Arbitro: | Martins (Lisbona) |

|                    |           |                                                      |
| Eduardo 35’ (rig.) | Marcatori | 59’ (rig.), 65’ (rig.) Pizzi 69’ Dias 90’ Rafa Silva |

| Arbitro: | Soares Dias (Porto) |

|                                                    |           |            |
| Rafa Silva 62’, 66’ Seferović 84’, 88’ Jonas 90+2’ | Marcatori | 53’ Tabata |

| Arbitro: | Miguel (Lisbona) |

|                         |           |                                          |
| Tarantini 50’ Ronan 84’ | Marcatori | 3’ Rafa Silva 45+2’ João Félix 56’ Pizzi |

| Arbitro: | de Sousa (Porto) |

|                                                  |           |           |
| Seferović 16’, 56’ João Félix 23’ Rafa Silva 39’ | Marcatori | 59’ César |

### Taça de Portugal
| Arbitro: | Oliveira (Porto) |

|  |           |                                        |
|  | Marcatori | 35’ Rafa Silva 53’ Fernandes 68’ Jonas |

| Arbitro: | Malheiro (Lisbona) |

|                            |           |           |
| Jonas 42’ Rafa Silva 90+3’ | Marcatori | 19’ Bukia |

| Arbitro: | Oliveira (Porto) |

|  |           |           |
|  | Marcatori | 31’ Conti |

| Arbitro: | Miguel (Lisbona) |

|  |           |                |
|  | Marcatori | 14’ João Félix |

| Arbitro: | Godinho (Évora) |

|                              |           |               |
| Gabriel 16’ Ilori 64’ (aut.) | Marcatori | 82’ Fernandes |

| Arbitro: | Miguel (Lisbona) |

|               |           |  |
| Fernandes 75’ | Marcatori |  |

### Taça de Liga

#### Fase a gironi
| Arbitro: | Oliveira (Porto) |

|                           |           |              |
| Salvio 21’ Rafa Silva 50’ | Marcatori | 60’ Vinícius |

| Arbitro: | Nobre (Leiria) |

|                              |           |  |
| Seferović 11’ João Félix 45’ | Marcatori |  |

| Arbitro: | Veríssimo (Leiria) |

|           |           |               |
| Baldé 49’ | Marcatori | 69’ Seferović |

| Squadra        | P.ti | G | V | P | S | RF | RS | DR |
| -------------- | ---- | - | - | - | - | -- | -- | -- |
| Benfica        | 7    | 3 | 2 | 1 | 0 | 5  | 2  | +3 |
| Desp. Aves     | 5    | 3 | 1 | 2 | 0 | 4  | 1  | +3 |
| Paços Ferreira | 2    | 3 | 0 | 2 | 1 | 1  | 3  | -2 |
| Rio Ave        | 1    | 3 | 0 | 1 | 2 | 2  | 6  | -4 |

|                   | Ben   | DAv   | Paç   | RAv   |
| Benfica           |       |       | 2 - 0 | 2 - 1 |
| Desp. Aves        | 1 - 1 |       |       | 3 - 0 |
| Paços de Ferreira |       | 0 - 0 |       |       |
| Rio Ave           |       |       | 1 - 1 |       |

#### Semifinale
| Arbitro: | Xistra (Castelo Branco) |

|                |           |                                     |
| Rafa Silva 31’ | Marcatori | 24’ Brahimi 35’ Marega 84’ Fernando |

### UEFA Champions League

#### Terzo turno preliminare
| Arbitro: | Kulbakov |

|           |           |  |
| Cervi 69’ | Marcatori |  |

| Arbitro: | Vinčić |

|             |           |               |
| Potuk 45+1’ | Marcatori | 26’ Fernandes |

#### Play-off
| Arbitro: | Mažić |

|                    |           |           |
| Pizzi 45+1’ (rig.) | Marcatori | 76’ Warda |

| Arbitro: | Brych |

|              |           |                                                    |
| Prijović 13’ | Marcatori | 20’ Jardel 26’ (rig.), 50’ (rig.) Salvio 39’ Pizzi |

#### Fase a gironi
| Arbitro: | Mateu Lahoz |

|  |           |                             |
|  | Marcatori | 10’ Lewandowski 54’ Sanches |

| Arbitro: | Grinfeeld |

|                     |           |                                      |
| Klōnaridīs 53’, 63’ | Marcatori | 6’ Seferović 15’ Grimaldo 74’ Semedo |

| Arbitro: | Buquet |

|                |           |  |
| Mazraoui 90+2’ | Marcatori |  |

| Arbitro: | Rocchi |

|           |           |           |
| Jonas 29’ | Marcatori | 61’ Tadić |

| Arbitro: | Orsato |

|                                                 |           |               |
| Robben 13’, 30’ Lewandowski 36’, 51’ Ribéry 76’ | Marcatori | 46’ Fernandes |

| Arbitro: | Madden |

|              |           |  |
| Grimaldo 88’ | Marcatori |  |

|               | AEK   | AJA   | BAY   | BEN   |
| AEK Atene     |       | 0 - 2 | 0 - 2 | 2 - 3 |
| Ajax          | 3 - 0 |       | 3 - 3 | 1 - 0 |
| Bayern Monaco | 2 - 0 | 1 - 1 |       | 5 - 1 |
| Benfica       | 1 - 0 | 1 - 1 | 0 - 2 |       |

| Squadra       | Pt | G | V | N | P | GF | GS | DG  |
| ------------- | -- | - | - | - | - | -- | -- | --- |
| Bayern Monaco | 14 | 6 | 4 | 2 | 0 | 15 | 5  | +10 |
| Ajax          | 12 | 6 | 3 | 3 | 0 | 11 | 5  | +6  |
| Benfica       | 7  | 6 | 2 | 1 | 3 | 6  | 11 | -5  |
| AEK Atene     | 0  | 6 | 0 | 0 | 6 | 2  | 13 | -11 |

- Bayern Monaco e   Ajax qualificate agli ottavi di finale.
- Benfica qualificata ai sedicesimi di UEFA Europa League 2018-2019.

### Europa League

#### Sedicesimi di finale
| Arbitro: | Gil Manzano |

|               |           |                                 |
| Luyindama 54’ | Marcatori | 27’ (rig.) Salvio 64’ Seferović |

| Lisbona 21 febbraio 2019, ore 21:00 CET Ritorno | Benfica | 0 – 0 referto | Galatasaray | da Luz (49.545 spett.)\| Arbitro: \| Hațegan \| |
| Arbitro:                                        | Hațegan |               |             |                                                 |

#### Ottavi di finale
| Arbitro: | Oliver |

|                     |           |  |
| Petković 38’ (rig.) | Marcatori |  |

| Arbitro: | Aytekin |

|                                   |           |  |
| Jonas 71’ Ferro 94’ Grimaldo 105’ | Marcatori |  |

#### Quarti di finale
| Arbitro: | Taylor |

|                                          |           |                         |
| João Félix 21’ (rig.), 43’, 54’ Dias 50’ | Marcatori | 40’ Jović 72’ Paciência |

| Arbitro: | Orsato |

|                     |           |  |
| Kostić 37’ Rode 67’ | Marcatori |  |

## Statistiche

### Statistiche di squadra
| Competizione     | Punti | In casa | In casa | In casa | In casa | In casa | In casa | In trasferta | In trasferta | In trasferta | In trasferta | In trasferta | In trasferta | Totale | Totale | Totale | Totale | Totale | Totale | DR  |
| Competizione     | Punti | G       | V       | N       | P       | Gf      | Gs      | G            | V            | N            | P            | Gf           | Gs           | G      | V      | N      | P      | Gf     | Gs     | DR  |
| ---------------- | ----- | ------- | ------- | ------- | ------- | ------- | ------- | ------------ | ------------ | ------------ | ------------ | ------------ | ------------ | ------ | ------ | ------ | ------ | ------ | ------ | --- |
| Primeira Liga    | 87    | 17      | 14      | 2       | 1       | 63      | 17      | 17           | 14           | 1            | 2            | 40           | 13           | 34     | 28     | 3      | 3      | 103    | 31     | +72 |
| Taça de Portugal | -     | 2       | 2       | 0       | 0       | 4       | 2       | 4            | 3            | 0            | 1            | 5            | 1            | 6      | 5      | 0      | 1      | 9      | 3      | +6  |
| Taça de Liga     | -     | 2       | 2       | 0       | 0       | 4       | 1       | 2            | 0            | 1            | 1            | 2            | 4            | 4      | 2      | 1      | 1      | 6      | 5      | +1  |
| Champions League | 7     | 5       | 2       | 2       | 1       | 4       | 4       | 5            | 2            | 1            | 2            | 9            | 10           | 10     | 4      | 3      | 3      | 13     | 14     | -1  |
| Europa League    | -     | 3       | 2       | 1       | 0       | 7       | 2       | 3            | 2            | 0            | 1            | 2            | 4            | 6      | 3      | 1      | 2      | 9      | 6      | +3  |
| Totale           | 94    | 29      | 22      | 5       | 2       | 82      | 26      | 31           | 21           | 3            | 7            | 58           | 33           | 60     | 42     | 8      | 10     | 140    | 69     | +81 |

### Andamento in campionato
| Giornata  | 1 | 2 | 3 | 4 | 5 | 6 | 7 | 8 | 9 | 10 | 11 | 12 | 13 | 14 | 15 | 16 | 17 | 18 | 19 | 20 | 21 | 22 | 23 | 24 | 25 | 26 | 27 | 28 | 29 | 30 | 31 | 32 | 33 | 34 |
| --------- | - | - | - | - | - | - | - | - | - | -- | -- | -- | -- | -- | -- | -- | -- | -- | -- | -- | -- | -- | -- | -- | -- | -- | -- | -- | -- | -- | -- | -- | -- | -- |
| Luogo     | C | T | C | T | C | T | C | T | C | T  | C  | T  | T  | C  | T  | C  | T  | T  | C  | T  | C  | T  | C  | T  | C  | T  | C  | T  | C  | C  | T  | C  | T  | C  |
| Risultato | V | V | N | V | V | N | V | P | P | V  | V  | V  | V  | V  | P  | V  | V  | V  | V  | V  | V  | V  | V  | V  | N  | V  | V  | V  | V  | V  | V  | V  | V  | V  |
| Posizione | 7 | 2 | 2 | 1 | 1 | 3 | 1 | 3 | 5 | 4  | 4  | 4  | 4  | 2  | 4  | 3  | 2  | 2  | 2  | 2  | 2  | 2  | 2  | 1  | 1  | 1  | 1  | 1  | 1  | 1  | 1  | 1  | 1  | 1  |

Legenda:

Luogo: C = Casa; T = Trasferta. Risultato: V = Vittoria; N = Pareggio; P = Sconfitta.

### Statistiche dei giocatori
| Giocatore      | Primeira Liga | Primeira Liga | Primeira Liga | Primeira Liga | Taça de Portugal | Taça de Portugal | Taça de Portugal | Taça de Portugal | Taça da Liga | Taça da Liga | Taça da Liga | Taça da Liga | Competizioni UEFA | Competizioni UEFA | Competizioni UEFA | Competizioni UEFA | Totale   | Totale | Totale      | Totale     |
| Giocatore      | Presenze      | Reti          | Ammonizioni   | Espulsioni    | Presenze         | Reti             | Ammonizioni      | Espulsioni       | Presenze     | Reti         | Ammonizioni  | Espulsioni   | Presenze          | Reti              | Ammonizioni       | Espulsioni        | Presenze | Reti   | Ammonizioni | Espulsioni |
| -------------- | ------------- | ------------- | ------------- | ------------- | ---------------- | ---------------- | ---------------- | ---------------- | ------------ | ------------ | ------------ | ------------ | ----------------- | ----------------- | ----------------- | ----------------- | -------- | ------ | ----------- | ---------- |
| A. Almeida     | 33            | 2             | 6             | 0             | 3                | 0                | 1                | 0                | 4            | 0            | 0            | 0            | 13                | 0                 | 3                 | 0                 | 53       | 2      | 10          | 0          |
| N. Castillo    | 4             | 0             | 0             | 0             | 1                | 0                | 0                | 0                | 3            | 0            | 0            | 0            | 3                 | 0                 | 0                 | 0                 | 11       | 0      | 0           | 0          |
| F. Cervi       | 20            | 4             | 4             | 0             | 2                | 0                | 0                | 0                | 2            | 0            | 0            | 0            | 14                | 1                 | 0                 | 0                 | 38       | 5      | 4           | 0          |
| G. Conti       | 4             | 0             | 1             | 1             | 2                | 1                | 1                | 0                | 1            | 0            | 0            | 0            | 3                 | 0                 | 1                 | 0                 | 10       | 1      | 3           | 1          |
| S. Corchia     | 2             | 0             | 0             | 0             | 3                | 0                | 1                | 0                | 0            | 0            | 0            | 0            | 3                 | 0                 | 0                 | 0                 | 8        | 0      | 1           | 0          |
| R. Dias        | 32            | 3             | 9             | 0             | 5                | 0                | 1                | 0                | 3            | 0            | 0            | 0            | 15                | 1                 | 4                 | 1                 | 55       | 4      | 14          | 1          |
| T. Ebuehi      | 0             | 0             | 0             | 0             | 0                | 0                | 0                | 0                | 0            | 0            | 0            | 0            | 0                 | 0                 | 0                 | 0                 | 0        | 0      | 0           | 0          |
| L. Fejsa       | 18            | 0             | 3             | 0             | 2                | 0                | 0                | 0                | 1            | 0            | 0            | 0            | 12                | 0                 | 2                 | 0                 | 33       | 0      | 5           | 0          |
| J. Félix       | 26            | 15            | 2             | 0             | 6                | 1                | 2                | 0                | 2            | 1            | 0            | 0            | 9                 | 3                 | 2                 | 0                 | 43       | 20     | 6           | 0          |
| F. Ferreyra    | 5             | 1             | 1             | 0             | 2                | 0                | 0                | 0                | 0            | 0            | 0            | 0            | 3                 | 0                 | 0                 | 0                 | 10       | 1      | 1           | 0          |
| G. Fernandes   | 22            | 0             | 2             | 0             | 4                | 1                | 0                | 0                | 4            | 0            | 2            | 0            | 16                | 2                 | 2                 | 0                 | 46       | 3      | 6           | 0          |
| Ferro          | 13            | 2             | 1             | 1             | 1                | 0                | 0                | 0                | 0            | 0            | 0            | 0            | 4                 | 1                 | 0                 | 0                 | 18       | 3      | 1           | 1          |
| J. Filipe      | 5             | 0             | 0             | 0             | 0                | 0                | 0                | 0                | 1            | 0            | 0            | 0            | 1                 | 0                 | 0                 | 0                 | 7        | 0      | 0           | 0          |
| Gabriel        | 17            | 1             | 4             | 1             | 6                | 1                | 3                | 0                | 3            | 0            | 0            | 0            | 8                 | 0                 | 2                 | 0                 | 34       | 2      | 9           | 1          |
| A. Grimaldo    | 34            | 4             | 3             | 0             | 4                | 0                | 0                | 0                | 1            | 0            | 0            | 0            | 15                | 3                 | 3                 | 0                 | 54       | 7      | 6           | 0          |
| Jardel         | 18            | 2             | 4             | 1             | 4                | 0                | 2                | 0                | 4            | 0            | 1            | 0            | 10                | 1                 | 4                 | 0                 | 36       | 3      | 11          | 1          |
| Jonas          | 22            | 11            | 5             | 1             | 3                | 2                | 0                | 0                | 1            | 0            | 0            | 0            | 5                 | 2                 | 4                 | 0                 | 31       | 15     | 9           | 1          |
| F. Krovinović  | 4             | 0             | 0             | 0             | 2                | 0                | 0                | 0                | 1            | 0            | 0            | 0            | 2                 | 0                 | 0                 | 0                 | 9        | 0      | 0           | 0          |
| C. Lema        | 1             | 0             | 2             | 1             | 0                | 0                | 0                | 0                | 0            | 0            | 0            | 0            | 1                 | 0                 | 0                 | 0                 | 2        | 0      | 2           | 1          |
| F. Luís        | 12            | 2             | 0             | 0             | 0                | 0                | 0                | 0                | 0            | 0            | 0            | 0            | 3                 | 0                 | 0                 | 0                 | 15       | 2      | 0           | 0          |
| K. Parks       | 0             | 0             | 0             | 0             | 0                | 0                | 0                | 0                | 0            | 0            | 0            | 0            | 0                 | 0                 | 0                 | 0                 | 0        | 0      | 0           | 0          |
| Pizzi          | 34            | 8             | 3             | 0             | 4                | 0                | 1                | 0                | 3            | 0            | 0            | 0            | 14                | 2                 | 1                 | 0                 | 55       | 10     | 5           | 0          |
| Y. Ribeiro     | 0             | 0             | 0             | 0             | 2                | 0                | 0                | 0                | 3            | 0            | 1            | 0            | 2                 | 0                 | 0                 | 0                 | 7        | 0      | 1           | 0          |
| E. Salvio      | 14            | 1             | 0             | 0             | 2                | 0                | 0                | 0                | 3            | 1            | 1            | 0            | 9                 | 3                 | 2                 | 0                 | 28       | 5      | 3           | 0          |
| A. Samaris     | 19            | 2             | 3             | 0             | 3                | 0                | 1                | 0                | 2            | 0            | 1            | 0            | 3                 | 0                 | 1                 | 0                 | 27       | 2      | 6           | 0          |
| H. Seferović   | 29            | 23            | 1             | 0             | 5                | 0                | 0                | 0                | 4            | 2            | 1            | 0            | 13                | 2                 | 1                 | 0                 | 51       | 27     | 3           | 0          |
| A. Semedo      | 5             | 0             | 1             | 0             | 3                | 0                | 1                | 0                | 3            | 0            | 2            | 0            | 5                 | 1                 | 1                 | 0                 | 16       | 1      | 5           | 0          |
| R. Silva       | 26            | 17            | 6             | 0             | 4                | 2                | 3                | 1                | 2            | 2            | 0            | 0            | 12                | 0                 | 0                 | 0                 | 44       | 21     | 9           | 1          |
| M. Svilar      | 1             | -1            | 0             | 0             | 6                | -3               | 1                | 0                | 4            | -5           | 0            | 0            | 0                 | -0                | 0                 | 0                 | 11       | -9     | 1           | 0          |
| A. Taarabt     | 6             | 0             | 1             | 0             | 1                | 0                | 0                | 0                | 0            | 0            | 0            | 0            | 0                 | 0                 | 0                 | 0                 | 7        | 0      | 1           | 0          |
| B. Varela      | 0             | -0            | 0             | 0             | 0                | -0               | 0                | 0                | 0            | -0           | 0            | 0            | 0                 | -0                | 0                 | 0                 | 0        | -0     | 0           | 0          |
| O. Vlachodimos | 34            | -30           | 2             | 1             | 0                | -0               | 0                | 0                | 0            | -0           | 0            | 0            | 16                | -20               | 1                 | 0                 | 50       | -50    | 3           | 1          |
| A. Živković    | 16            | 0             | 1             | 0             | 4                | 0                | 0                | 0                | 2            | 0            | 1            | 0            | 8                 | 0                 | 0                 | 0                 | 30       | 0      | 2           | 0          |